# Rautio-Nunatak
Der Rautio-Nunatak ist ein rund 1020 m hoher Nunatak im westantarktischen Queen Elizabeth Land. In den  Pensacola Mountains ragt er nahe dem westlichen Ende des Dufek-Massivs zwischen dem Neuburg Peak und dem Hannah Peak auf.
Das Advisory Committee on Antarctic Names benannte ihn nach Henry Rautio, Luftbildfotograph der United States Navy, der am 22. Januar 1964 an Bord einer LC-47 Luftaufnahmen bei einem Erkundungsflug über die Pensacola Mountains erstellt hatte.